# 大阪府立交野支援学校

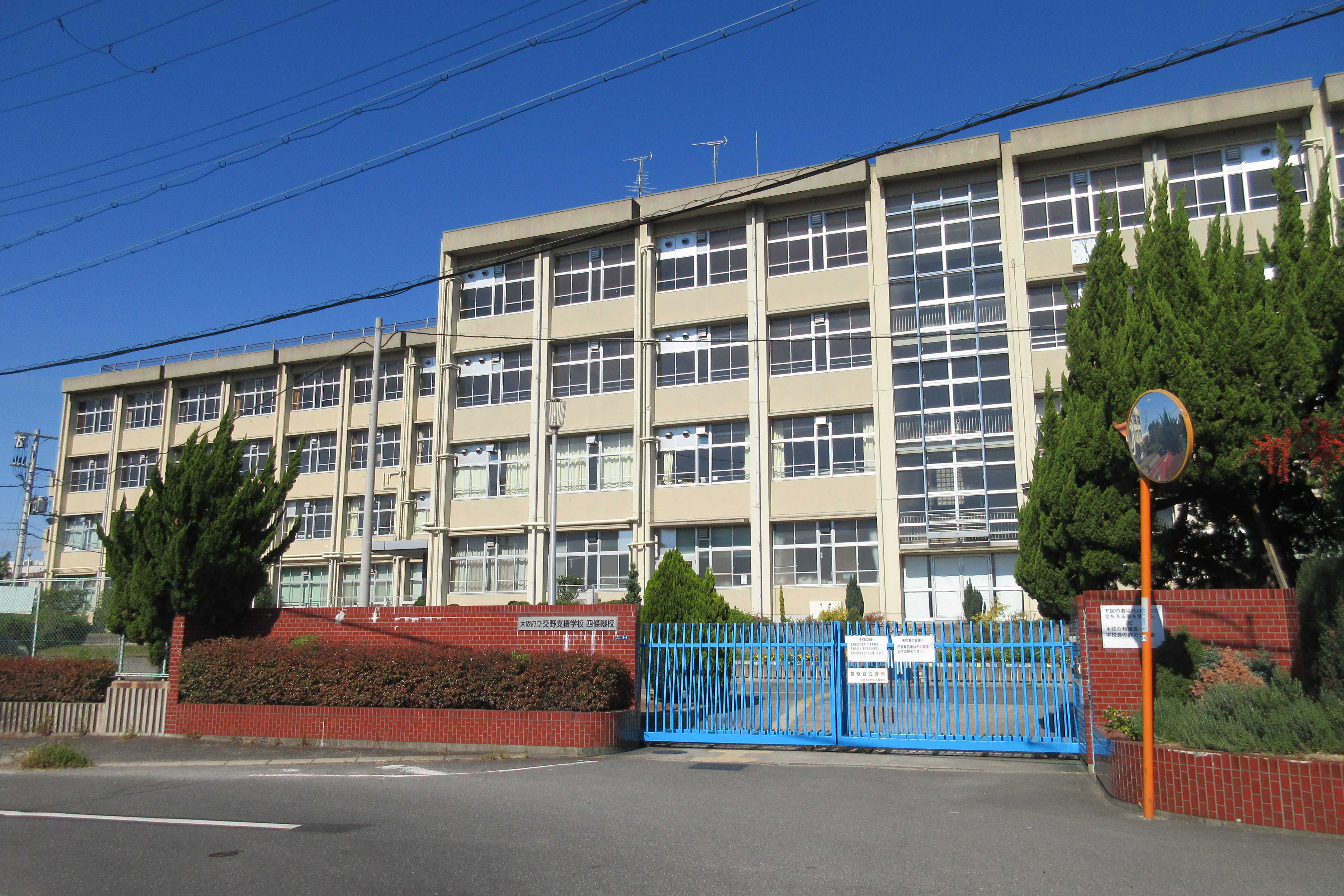
大阪府立交野支援学校四條畷校

大阪府立交野支援学校（おおさかふりつ かたのしえんがっこう）は、大阪府交野市寺にある特別支援学校。小学部・中学部・高等部を設置し、肢体不自由のある児童・生徒を主な対象とした支援教育を行なっている。
また、1983年より知的障害のある生徒を対象とした高等部生活課程を併設・支援教育を行なっている。
大阪府全体で知的障害のある児童・生徒を対象とした特別支援学校が過密化していることにより、高等部生活課程と大阪府立寝屋川支援学校中等部・高等部の校区の一部が合併する形で、2010年に知的障害児対象の分校・大阪府立交野支援学校四條畷校を設置した。

## 沿革
- 1981年1月1日 - 大阪府条例により大阪府立交野養護学校を設立
- 1981年4月1日 - 大阪府立寝屋川養護学校（現・大阪府立寝屋川支援学校）の一部を借用して開校
- 1981年8月27日 - 現在地に移転
- 1983年4月1日 - 高等部に生活課程（知的障害児対象）が併設される
- 2008年4月1日 - 学校名を大阪府立交野支援学校へ変更
- 2010年 - 大阪府立四條畷北高等学校跡地に四條畷校を設置。高等部生活課程を新入生より分校へ移転（当時の在校生は卒業するまで本校で教育）
- 2015年 - 大阪府立枚方支援学校などの開校に伴い、四條畷校の通学区域を再編。
- 2020年 - 本校・四條畷校とも通学区域を変更。

## 通学区域
本校（肢体不自由児支援教育）
- 枚方市
- 交野市
- 寝屋川市
- 四條畷市
- 門真市

四條畷校（知的障害児支援教育）
- 四條畷市
- 大東市
- 東大阪市の一部（高等部のみ対象）
- 枚方市の一部（高等部のみ対象）
- 交野市（高等部のみ対象）

## 交通
- 学研都市線（JR西日本） 河内磐船駅 北東へ約1.6km。
- 京阪交野線 河内森駅 北東へ約1.7km。